# Polsko-Rosyjska Izba Handlowo-Przemysłowa
Polsko-Rosyjska Izba Handlowo-Przemysłowa (ros. Польско-российская торгово-промышленная палата) powstała jako organizacja samorządu gospodarczego reprezentująca interesy zrzeszonych w niej polskich i rosyjskich podmiotów gospodarczych wobec władz i organizacji pozarządowych obu krajów.
Izba utrzymuje swoje przedstawicielstwo w Moskwie.

## Siedziba
Poprzednie siedziby izby mieściły się przy ul. Marszałkowskiej 115 (2001−2003) oraz ul. Wawelskiej 16 (2004), od 2011 przy ul. Zimnej 2.